# Stefan Lelental
Stefan Lelental (ur. 2 listopada 1935 w Łodzi, zm. 10 maja 2025) – polski prawnik, specjalista w zakresie prawa karnego wykonawczego, profesor nauk prawnych, nauczyciel akademicki, wykładowca Wydziału Prawa i Administracji Uniwersytetu Łódzkiego.

## Życiorys
W 1958 ukończył studia prawnicze na Uniwersytecie Łódzkim. W 1964 na tej samej uczelni uzyskał stopień naukowy doktora na podstawie pracy Instytucja warunkowego zwolnienia w Polsce na tle prawnoporównawczym. Habilitował się w 1973, a w 1984 otrzymał tytuł profesorski w zakresie nauk prawnych. Zawodowo od 1959 był związany z Uniwersytetem Łódzkim, gdzie doszedł do stanowiska profesora zwyczajnego. Kierował na tej uczelni Katedrą Prawa Karnego (1989–2006). W latach 1978–1981 był prodziekanem Wydziału Prawa i Administracji. Został też kierownikiem Zakładu Prawa Karnego Wykonawczego. Prowadził wykłady również w Wyższej Szkole Policji w Szczytnie oraz w Szkole Wyższej im. Pawła Włodkowica w Płocku.
Specjalizował się w zagadnieniach z zakresu historii gospodarczej, polityki kryminalnej, prawa karnego i prawa karnego wykonawczego. Był autorem i współautorem około 300 publikacji, w tym monografii, podręczników akademickich i artykułów naukowych, a także glos do orzeczeń Sądu Najwyższego i sądów apelacyjnych. W 1999 opracował komentarz do kodeksu karnego wykonawczego (do 2012 trzykrotnie wznawiany). Wchodził w skład komisji kodyfikacyjnej (m.in. jako wiceprzewodniczący Zespołu Prawa Karnego Wykonawczego) przygotowującej zmiany w prawie karnym, zakończone uchwaloną w 1997 kodyfikacją. 
Pochowany na cmentarzu rzymskokatolickim pw. św. Wincentego à Paulo w Łodzi.

## Odznaczenia
Odznaczony Krzyżem Kawalerskim i Krzyżem Oficerskim Orderu Odrodzenia Polski, Złotym Krzyżem Zasługi oraz Medalem Komisji Edukacji Narodowej.